# Idrialite
L'idrialite è un composto organico di carbonio e idrogeno.
Il nome deriva dalla località di Idria, in Slovenia.
Descritto per la prima volta dal mineralogista e chimico francese Jean Baptiste André Dumas (1800-1884), nel 1832.
Verosimilmente si tratta di 2,9-dimetil-benzofenantrene o di 2-metil-3,4-benzofenantrene.

## Sinonimi
La curtisite è stata inizialmente classificata come minerale a sé ma, in un secondo tempo, si è constatato che differiva dalla idrialite soltanto per l'abbondanza relativa delle molecole che la costituiscono.
Altri sinonimi del minerale sono:
- Idrialino o idrialina
- Picene[3]
- cinabro infiammabile[senza fonte]

## Morfologia
Cristalli tabulari. Si presenta in cristalli, aggregati granulari e massivi, noduli, impregnazioni con cinabro.

## Origine e giacitura
Ha origine primaria di tipo idrotermale e secondaria di tipo postvulcanico. Ha paragenesi con evenkite, cinabro, calcite, marcasite e calcedonio.
Si trova nelle miniere di mercurio mista a cinabro ed argilla, ma anche con pirite e gesso. o altre sostanze organiche o ad altri minerali di mercurio.

## Caratteri fisico-chimici
È luminescente: in ultravioletto di colore blu chiaro nei campioni di Idria e giallo-verdastra o verde chiara nei campioni di Dubník e Skaggs Springs.

Inoltre mostra fluorescenza:
- ai raggi ultravioletti corti[3]:
  - blu, arancio, giallo, grigio-bianco
- ai raggi ultravioletti lunghi[3]:
  - blu, arancio, giallo-bianco

È solubile in H2SO4 con formazione di una soluzione blu verdastra. Fonde tra 260 e 360 °C.
Composizione:
- idrogeno = 5,07 %
- carbonio = 94,92 %
- Peso molecolare = 278,35 grammomolecole
- Indici quantistici[3]:
  - bosoni= 0,01
  - fermioni= 0,99
- Indice di elettroni[3] = 1,35 g/c³
- Indice di fotoelettricità[3]:
  - PE = 0,14 barn/elettroni
  - ρ = 1,19 barn/elettroni
- Indice di radioattività: GRapi = 0 (il minerale non è radioattivo)[3]

## Località di ritrovamento
È stata trovata a Idria, in Slovenia; a Merník, Ordejov e Dubník, in Slovacchia; e infine a Skaggs Springs nella Contea di Sonoma in California.